# Bryan Berglund
Bryan A. Berglund, född den 2 november 1990 i Stockholm, är en svenskamerikansk före detta professionell basebollspelare som spelade en säsong i Minor League Baseball (MiLB) 2012. Berglund var högerhänt pitcher.

## Uppväxt
Berglund flyttade till USA som sjuåring. Han spelade under skoltiden för Royal High School i hemorten Simi Valley i Kalifornien.

## Karriär
Berglund ansågs vara en stor talang och förutspåddes väljas ganska tidigt i MLB-draften 2009. Så blev också fallet – han valdes av Florida Marlins som 66:e spelare totalt. När han skrev på för Marlins erhöll han 572 500 dollar i bonus. Berglund har dubbelt medborgarskap och skulle därför ha kunnat representera Sverige i landslagssammanhang. Han kom dock inte till spel i VM-matcherna i Sundbyberg i september 2009, eftersom han stoppades av Marlins. På grund av att han skrev på så pass sent hade han inte kunnat spela matcher under sommaren och Marlins ansåg inte att han var i matchform.
2010 tog Berglund en plats i Marlins farmarklubb i Gulf Coast League (Rookie-nivån), men tvingades till en operation av sin högra axel och missade hela säsongen. Berglund missade även hela säsongen 2011 på grund av skadan.
Berglund gjorde sin proffsdebut 2012 för Jamestown Jammers i New York-Penn League, en liga på den näst lägsta nivån (Short-Season A) i MiLB. Efter bara tio matcher, där han var 0–1 (inga vinster och en förlust) med en earned run average (ERA) på 3,09, sade dock Marlins upp kontraktet eftersom Berglund åkt fast för dopning. Han hade använt dopningsmedlet methylhexanamin, ett muskeluppbyggande preparat. Berglund stängdes av i 50 matcher av Major League Baseball. Han uteslöts även ur den svenska landslagstruppen till EM 2012 i Nederländerna, där han skulle ha gjort landslagsdebut.
Berglund gjorde aldrig någon mer match som proffs.